# Allsvenskan i bandy 2009/2010
Allsvenskan i bandy 2009/2010 spelades 7-8 november 2009-27 februari 2010  som Sveriges näst högsta division i bandy för herrar säsongen 2009/2010. Serieindelningen fastställdes av Svenska Bandyförbundet den 20 mars 2009 .
IF Boltic protesterade mot att man placerats i norrgruppen och lämnade in en överklagan mot beslutet som Svenska Bandyförbundets tävlingskommitté tagit. Den 5 maj 2009 beslutade Bandyförbundets styrelse att bevilja klubbens överklagan, och IF Boltic hamnade i allsvenska södergruppen medan Finspångs AIK flyttades till norrgruppen. Svenska Bandyförbundets generalsekreterare Rolf Käck sade att styrelsen i Svenska Bandyförbundet ansett att den praxis som skall råda är kortaste reseavstånd .
Den 14 juni 2008 beslutade Svenska Bandyförbundet på sitt årsmöte att inför säsongen 2009/2010 minska ner Allsvenskan från tre 10-lagsserier till två 12-lagsserier, fortfarande geografiskt indelade .
Selånger SK drog sig på grund av spelarbrist ur Allsvenskan norra 2009/2010, tre dagar före seriestart och började om i Division 2.

## Grupper

### Allsvenskan norra
| Nr | Lag             | S  | V  | O | F  | +/-    | P                               |
| -- | --------------- | -- | -- | - | -- | ------ | ------------------------------- |
| 1  | Tillberga IK    | 20 | 16 | 1 | 3  | 152-71 | 33                              |
| 2  | Örebro SK       | 20 | 16 | 1 | 3  | 134-62 | 33                              |
| 3  | Skutskärs IF    | 20 | 12 | 2 | 6  | 104-82 | 26                              |
| 4  | Kalix Bandy     | 20 | 12 | 1 | 7  | 114-85 | 25                              |
| 5  | Ljusdals BK     | 20 | 11 | 2 | 7  | 102-84 | 24                              |
| 6  | Köpings IS      | 20 | 10 | 1 | 9  | 73-72  | 21                              |
| 7  | Västanfors IF   | 20 | 9  | 0 | 11 | 82-103 | 18                              |
| 8  | Finspångs AIK   | 20 | 8  | 1 | 11 | 74-97  | 17                              |
| 9  | Gustavsbergs IF | 20 | 6  | 1 | 13 | 71-126 | 13                              |
| 10 | IFK Rättvik     | 20 | 3  | 1 | 16 | 64-109 | 7                               |
| 11 | Söderfors GoIF  | 20 | 1  | 1 | 18 | 46-125 | 3                               |
| 12 | Selånger SK     | 0  | 0  | 0 | 0  | 0 - 0  | 0 (drog sig ur före seriestart) |

### Allsvenskan södra
| Nr | Lag                   | S  | V  | O | F  | +/-     | P  |
| -- | --------------------- | -- | -- | - | -- | ------- | -- |
| 1  | IF Boltic             | 22 | 16 | 2 | 4  | 150-88  | 34 |
| 2  | GAIS Bandy            | 22 | 15 | 1 | 6  | 112-74  | 31 |
| 3  | Ale-Surte BK          | 22 | 14 | 3 | 5  | 98-80   | 31 |
| 4  | Gripen Trollhättan BK | 22 | 13 | 4 | 5  | 130-97  | 30 |
| 5  | IFK Motala            | 22 | 9  | 4 | 9  | 112-95  | 22 |
| 6  | Jönköping Bandy IF    | 22 | 10 | 2 | 10 | 88-107  | 22 |
| 7  | Tranås BoIS           | 22 | 9  | 1 | 12 | 102-113 | 19 |
| 8  | Lidköpings AIK        | 22 | 8  | 2 | 12 | 89-107  | 18 |
| 9  | Nässjö IF             | 22 | 7  | 3 | 12 | 85-99   | 17 |
| 10 | Otterbäckens BK       | 22 | 8  | 1 | 13 | 101-130 | 17 |
| 11 | IF Stjärnan           | 22 | 7  | 2 | 13 | 78-99   | 16 |
| 12 | Frillesås BK          | 22 | 3  | 1 | 18 | 78-134  | 7  |

## Seriematcherna

### Norrgruppen
| - 8 november 2009 Tillberga Bandy-Finspångs AIK 9-3 - 14 november 2009 Finspång-IFK Rättvik 3-6 - 14 november 2009 Gustavsbergs IF-Ljusdals BK 7-4 - 14 november 2009 Köpings IS-Skutskärs IF 3-2 - 14 november 2009 Västanfors IF-Kalix Bandy 7-4 - 14 november 2009 Örebro SK-Tillberga 9-4 - 18 november 2009 Västanfors-Söderfors GoIF 7-2 - 21 november 2009 Kalix-Örebro 5-7 - 21 november 2009 Söderfors-Gustavsberg 1-9 - 21 november 2009 Ljusdal-Finspång 8-6 - 21 november 2009 Tillberga-Skutskär 9-5 - 22 november 2009 Kalix-Rättvik 9-4 - 25 november 2009 Skutskär-Ljusdal 5-4 - 25 november 2009 Örebro-Köping 7-4 - 28 november 2009 Gustavsberg-Köping 2-3 - 28 november 2009 Rättvik-Tillberga 4-8 - 28 november 2009 Ljusdal-Västanfors 9-3 - 28 november 2009 Söderfors-Kalix 4-7 - 29 november 2009 Skutskär-Kalix 6-3 - 4 december 2009 Finspång-Söderfors 4-2 - 5 december 2009 Västanfors-Rättvik 5-2 - 5 december 2009 Tillberga-Gustavsberg 15-4 - 6 december 2009 Söderfors-Ljusdal 2-9 - 9 december 2009 Gustavsberg-Örebro 4-9 - 9 december 2009 Rättvik-Söderfors 4-3 - 9 december 2009 Västanfors-Köping 3-4 - 12 december 2009 Kalix-Ljusdal 2-2 - 12 december 2009 Köping-Rättvik 5-3 - 12 december 2009 Skutskär-Gustavsberg 15-0 - 12 december 2009 Örebro-Finspång 8-1 - 12 december 2009 Tillberga-Västanfors 7-1 - 19 december 2009 Finspång-Kalix 5-4 - 19 december 2009 Rättvik-Skutskär 2-6 - 19 december 2009 Ljusdal-Örebro 6-6 - 19 december 2009 Söderfors-Tillberga 3-4 - 20 december 2009 Köping-Kalix 3-4 - 26 december 2009 Finspång-Gustavsberg 3-3 - 26 december 2009 Ljusdal-Rättvik 4-0 - 26 december 2009 Söderfors-Skutskär 2-5 - 26 december 2009 Örebro-Västanfors 8-5 - 26 december 2009 Köping-Tillberga 2-1 - 29 december 2009 Rättvik-Örebro 0-6 - 29 december 2009 Skutskär-Finspång 7-4 - 31 december 2009 Gustavsberg-Västanfors 2-1 - 31 december 2009 Köping-Finspång 4-1 - 2 januari 2010 Tillberga-Ljusdal 9-4 - 3 januari 2010 Kalix-Gustavsberg 7-2 - 3 januari 2010 Västanfors-Skutskär 4-5 - 3 januari 2010 Söderfors-Köping 2-4 | - 6 januari 2010 Finspång-Västanfors 5-2 - 6 januari 2010 Rättvik-Gustavsberg 4-5 - 6 januari 2010 Örebro-Söderfors 3-0 - 9 januari 2010 Gustavsberg-Rättvik 7-4 - 9 januari 2010 Västanfors-Finspång 4-2 - 9 januari 2010 Skutskär-Örebro 3-2 - 30 januari 2010 Kalix-Köping 9-1 - 13 januari 2010 Gustavsberg-Tillberga 2-6 - 13 januari 2010 Skutskär-Söderfors 5-2 - 13 januari 2010 Västanfors-Örebro 5-3 - 16 januari 2010 Finspång-Skutskär 4-3 - 16 januari 2010 Kalix-Söderfors 6-1 - 16 januari 2010 Köping-Ljusdal 4-6 - 16 januari 2010 Tillberga-Rättvik 10-4 - 19 januari 2010 Skutskär-Tillberga 6-6 - 20 januari 2010 Rättvik-Köping 1-4 - 23 januari 2010 Köping-Söderfors 3-2 - 23 januari 2010 Skutskär-Västanfors 8-2 - 23 januari 2010 Örebro-Rättvik 9-1 - 24 januari 2010 Ljusdal-Köping 3-2 - 27 januari 2010 Tillberga-Köping 6-5 - 27 januari 2010 Ljusdal-Skutskär 8-2 - 30 januari 2010 Örebro-Ljusdal 9-3 - 30 januari 2010 Tillberga-Söderfors 19-1 - 31 januari 2010 Finspång-Ljusdal 7-4 - 31 januari 2010 Västanfors-Gustavsberg 7-3 - 3 februari 2010 Kalix-Tillberga 5-6 - 3 februari 2010 Söderfors-Västanfors 3-7 - 3 februari 2010 Örebro-Skutskär 8-5 - 3 februari 2010 Gustavsberg-Finspång 3-5 - 6 februari 2010 Finspång-Örebro 2-8 - 6 februari 2010 Gustavsberg-Skutskär 2-4 - 6 februari 2010 Rättvik-Kalix 4-5 - 6 februari 2010 Köping-Västanfors 5-7 - 6 februari 2010 Ljusdal-Söderfors 6-4 - 7 februari 2010 Ljusdal-Kalix 3-5 - 9 februari 2010 Söderfors-Örebro 0-10 - 10 februari 2010 Gustavsberg-Kalix 3-8 - 13 februari 2010 Kalix-Finspång 6-5 - 13 februari 2010 Ljusdal-Tillberga 2-1 - 13 februari 2010 Söderfors-Rättvik 3-3 - 13 februari 2010 Örebro-Gustavsberg 10-3 - 14 februari 2010 Kalix-Skutskär 6-0 - 17 februari 2010 Finspång-Köping 3-2 - 17 februari 2010 Rättvik-Ljusdal 4-5 - 17 februari 2010 Västanfors-Tillberga 5-12 - 20 februari 2010 Skutskär-Rättvik 6-5 - 20 februari 2010 Västanfors-Ljusdal 3-2 - 20 februari 2010 Tillberga-Kalix 10-4 - 21 februari 2010 Rättvik-Västanfors 7-0 - 21 februari 2010 Örebro-Kalix 8-5 - 21 februari 2010 Köping-Gustavsberg 7-1 - 24 februari 2010 Finspång-Tillberga 1-6 - 24 februari 2010 Gustavsberg-Söderfors 6-3 - 24 februari 2010 Köping-Örebro 2-3 - 26 februari 2010 Söderfors-Finspång 6-4 - 27 februari 2010 Rättvik-Finspång 2-6 - 27 februari 2010 Kalix-Västanfors 10-4 - 27 februari 2010 Ljusdal-Gustavsberg 10-3 - 27 februari 2010 Skutskär-Köping 6-6 - 27 februari 2010 Tillberga-Örebro 4-1 |

### Södergruppen
| - 7 november 2009 Jönköping Bandy-Otterbäckens BK 7-4 - 7 november 2009 IF Stjärnan-GAIS Bandy 2-5 - 7 november 2009 IFK Motala-Ale Surte BK 4-3 - 7 november 2009 IF Boltic-Frillesås BK 8-4 - 7 november 2009 Lidköpings AIK-Nässjö IF 4-5 - 7 november 2009 Tranås BoIS-Gripen/Trollh BK 5-6 - 13 november 2009 Nässjö-Jönköping 2-3 - 14 november 2009 Ale Surte-Lidköping 7-2 - 14 november 2009 GAIS-Tranås 9-3 - 14 november 2009 Frillesås-Motala 5-5 - 14 november 2009 Gripen-Boltic 7-6 - 21 november 2009 Jönköping-Ale Surte 5-4 - 21 november 2009 Otterbäcken-GAIS 3-6 - 21 november 2009 Stjärnan-Nässjö 5-4 - 21 november 2009 Motala-Gripen 5-7 - 21 november 2009 Boltic-Tranås 9-6 - 21 november 2009 Lidköping-Frillesås 3-5 - 27 november 2009 Gripen-Lidköping 7-3 - 27 november 2009 Nässjö-Otterbäcken 3-5 - 28 november 2009 Ale Surte-Stjärnan 4-3 - 28 november 2009 Frillesås-Jönköping 6-1 - 28 november 2009 Tranås-Motala 3-6 - 3 december 2009 GAIS-Boltic 1-4 - 5 december 2009 Lidköping-Tranås 5-4 - 5 december 2009 Otterbäcken-Ale Surte 4-5 - 5 december 2009 Stjärnan-Frillesås 7-2 - 6 december 2009 Motala-Boltic 5-5 - 6 december 2009 Nässjö-GAIS 3-6 - 9 december 2009 Jönköping-Gripen 4-4 - 12 december 2009 Ale Surte-Nässjö 4-3 - 12 december 2009 GAIS-Motala 7-4 - 12 december 2009 Boltic-Lidköping 5-6 - 12 december 2009 Frillesås-Otterbäcken 4-5 - 12 december 2009 Gripen-Stjärnan 7-8 - 12 december 2009 Tranås-Jönköping 3-1 - 15 december 2009 Stjärnan-Tranås 4-4 - 16 december 2009 Ale Surte-GAIS 4-3 - 16 december 2009 Jönköping-Boltic 2-8 - 16 december 2009 Lidköping-Motala 1-5 - 16 december 2009 Nässjö-Frillesås 6-3 - 16 december 2009 Otterbäcken-Gripen 5-2 - 19 december 2009 GAIS-Lidköping 4-7 - 19 december 2009 Motala-Jönköping 10-6 - 19 december 2009 Boltic-Stjärnan 7-4 - 19 december 2009 Frillesås-Ale Surte 2-5 - 19 december 2009 Gripen-Nässjö 8-5 - 19 december 2009 Tranås-Otterbäcken 7-6 - 26 december 2009 Ale Surte-Gripen 4-4 - 26 december 2009 Frillesås-GAIS 1-5 - 26 december 2009 Jönköping-Lidköping 6-5 - 26 december 2009 Nässjö-Tranås 3-9 - 26 december 2009 Otterbäcken-Boltic 2-10 - 26 december 2009 Stjärnan-Motala 3-3 - 30 december 2009 Gripen-Frillesås 9-0 - 30 december 2009 Boltic-Nässjö 5-3 - 30 december 2009 Motala-Otterbäcken 10-3 - 30 december 2009 Jönköping-GAIS 2-3 - 30 december 2009 Lidköping-Stjärnan 4-2 - 30 december 2009 Tranås-Ale Surte 3-4 - 2 januari 2010 Ale Surte-Boltic 0-6 - 2 januari 2010 GAIS-Gripen 3-3 - 2 januari 2010 Nässjö-Motala 3-2 - 2 januari 2010 Otterbäcken-Lidköping 5-3 - 2 januari 2010 Stjärnan-Jönköping 4-3 - 2 januari 2010 Frillesås-Tranås 5-6 | - 6 januari 2010 Ale Surte-Motala 7-5 - 6 januari 2010 Frillesås-Boltic 2-10 - 6 januari 2010 Nässjö-Lidköping 3-3 - 6 januari 2010 Otterbäcken-Jönköping 4-7 - 6 januari 2010 GAIS-Stjärnan 6-2 - 6 januari 2010 Gripen-Tranås 9-5 - 9 januari 2010 Jönköping-Nässjö 5-2 - 9 januari 2010 Stjärnan-Otterbäcken 3-2 - 9 januari 2010 Motala-Frillesås 8-3 - 9 januari 2010 Boltic-Gripen 9-4 - 9 januari 2010 Lidköping-Ale Surte 4-4 - 9 januari 2010 Tranås-GAIS 4-6 - 10 januari 2010 Otterbäcken-Stjärnan 7-4 - 15 januari 2010 Nässjö-Stjärnan 6-3 - 16 januari 2010 Ale Surte-Jönköping 7-0 - 16 januari 2010 GAIS-Otterbäcken 9-4 - 16 januari 2010 Frillesås-Lidköping 3-4 - 16 januari 2010 Gripen-Motala 7-3 - 16 januari 2010 Tranås-Boltic 3-2 - 21 januari 2010 Jönköping-Frillesås 7-4 - 22 januari 2010 Boltic-GAIS 5-3 - 22 januari 2010 Lidköping-Gripen 4-9 - 23 januari 2010 Otterbäcken-Nässjö 4-6 - 23 januari 2010 Stjärnan-Ale Surte 2-4 - 23 januari 2010 Motala-Tranås 6-8 - 30 januari 2010 Ale Surte-Otterbäcken 6-6 - 30 januari 2010 GAIS-Nässjö 5-3 - 30 januari 2010 Frillesås-Stjärnan 5-8 - 30 januari 2010 Tranås-Lidköping 3-5 - 3 februari 2010 Boltic-Motala 8-5 - 3 februari 2010 Gripen-Jönköping 6-2 - 5 februari 2010 Jönköping-Tranås 4-2 - 6 februari 2010 Nässjö-Ale Surte 4-3 - 6 februari 2010 Otterbäcken-Frillesås 3-4 - 6 februari 2010 Stjärnan-Gripen 2-4 - 6 februari 2010 Motala-GAIS 1-3 - 6 februari 2010 Lidköping-Boltic 5-6 - 10 februari 2010 Frillesås-Nässjö 4-7 - 10 februari 2010 GAIS-Ale Surte 2-5 - 10 februari 2010 Gripen-Otterbäcken 7-2 - 10 februari 2010 Boltic-Jönköping 7-7 - 10 februari 2010 Motala-Lidköping 7-1 - 10 februari 2010 Tranås-Stjärnan 3-1 - 12 februari 2010 Ale Surte-Frillesås 5-2 - 13 februari 2010 Jönköping-Motala 1-5 - 13 februari 2010 Nässjö-Gripen 4-4 - 13 februari 2010 Otterbäcken-Tranås 8-7 - 13 februari 2010 Stjärnan-Boltic 7-6 - 13 februari 2010 Lidköping-GAIS 4-2 - 19 februari 2010 GAIS-Frillesås 6-3 - 19 februari 2010 Gripen-Ale Surte 3-4 - 21 februari 2010 Motala-Stjärnan 4-1 - 21 februari 2010 Boltic-Otterbäcken 8-5 - 21 februari 2010 Tranås-Nässjö 4-2 - 22 februari 2010 Lidköping-Jönköping 5-7 - 24 februari 2010 Ale Surte-Tranås 6-3 - 24 februari 2010 Frillesås-Gripen 5-9 - 24 februari 2010 GAIS-Jönköping 9-3 - 24 februari 2010 Stjärnan-Lidköping 0-4 - 24 februari 2010 Nässjö-Boltic 4-6 - 24 februari 2010 Otterbäcken-Motala 6-5 - 27 februari 2010 Gripen-GAIS 4-9 - 27 februari 2010 Boltic-Ale Surte 10-3 - 27 februari 2010 Motala-Nässjö 4-4 - 27 februari 2010 Jönköping-Stjärnan 5-3 - 27 februari 2010 Lidköping-Otterbäcken 7-8 - 27 februari 2010 Tranås-Frillesås 7-6 |